# Royal Flying Corps
Royal Flying Corps (RFC; Królewski Korpus Lotniczy) – brytyjskie lotnictwo wojskowe w czasie I wojny światowej, będące częścią wojsk lądowych (obowiązywały w nim te same oliwkowozielone mundury, stopnie i insygnia rang). Korpus został utworzony 13 kwietnia 1912 roku, w dniu 1 kwietnia 1918 roku po połączeniu z Królewską Służbą Lotniczą Marynarki Wojennej (RNAS) utworzył Królewskie Siły Powietrzne (RAF) – nowy rodzaj sił zbrojnych, niezależny od dowództwa wojsk lądowych i marynarki wojennej.
Na początku I wojny światowej RFC, dowodzone przez Davida Hendersona, składało się z pięciu dywizjonów. Dywizjonu balonów obserwacyjnych No. 1 Squadron RAF oraz czterech dywizjonów wyposażonych w samoloty m.in. (No. 2, No. 3).

## Lista samolotów i statków powietrznych używanych przez RFC
- Airco DH.1
- Airco DH.2
- Airco DH.4
- Airco DH.5
- Airco DH.6
- Airco DH.9
- Airco DH.9A
- Armstrong Whitworth F.K.3
- Armstrong Whitworth F.K.8
- Avro 500
- Avro 504
- Blériot XI
- Bleriot XII
- Blériot XXI
- Blériot Parasol Monoplane
- Breguet Type III
- Bristol Boxkite
- Bristol Coanda Monoplane
- Bristol F.2 Fighter
- Bristol Scout
- Bristol TB.8
- Bristol M.1
- Bristol Prier Monoplane
- Canadian Aeroplanes Twin Canada
- Caudron G.III
- Cody V Biplane
- Curtiss JN-4
- De Havilland DH.10 Ariens
- Deperdussin TT Monoplane
- Farman III
- Farman Biplane
- Farman F.40
- Farman HF.20
- Farman MF 7 Longhorn
- Farman MF 11 Shorthorn
- Farman Type Militaire, 1910
- FBA Type A
- Flanders F.4
- Grahame-White Type XV
- Henry Farman Biplane
- Handley Page O/100
- Handley Page O/400
- Howard-Wright Biplane
- Martinsyde G.100
- Martinsyde S.1
- Martinsyde-Handasyde Monoplane
- Morane-Saulnier G
- Morane-Saulnier H
- Morane-Saulnier BB
- Morane-Saulnier I
- Morane-Saulnier L
- Morane LA
- Morane-Saulnier N
- Morane-Saulnier V
- Morane-Saulnier P
- Morane-Saulnier AC
- Nieuport Monoplane
- Nieuport 10
- Nieuport 11
- Nieuport 12
- Nieuport 16
- Nieuport 17
- Nieuport 20
- Nieuport 21
- Nieuport 23
- Nieuport 24
- Nieuport 27
- Paulhan biplane
- Royal Aircraft Factory BE 1
- Royal Aircraft Factory BE 2, 2A, 2B, 2C, 2D, 2E
- Royal Aircraft Factory BE 3
- Royal Aircraft Factory BE 4
- Royal Aircraft Factory BE 7
- Royal Aircraft Factory B.E.8
- Royal Aircraft Factory BE 12
- Royal Aircraft Factory F.E.2
- Royal Aircraft Factory F.E.8
- Royal Aircraft Factory R.E.1
- Royal Aircraft Factory R.E.5
- Royal Aircraft Factory R.E.7
- Royal Aircraft Factory R.E.8
- Royal Aircraft Factory S.E.2
- Royal Aircraft Factory S.E.5
- Short 184 (Short Bomber)
- Short Type 820
- Short Type 827
- Short S.32 School Biplane
- Short Tractor Biplane
- Short S.62
- Sopwith 1-1/2 Strutter
- Sopwith 3-Seater
- Sopwith 80-hp Biplane
- Sopwith Baby
- Sopwith Camel
- Sopwith Dolphin
- Sopwith Pup
- Sopwith Salamander
- Sopwith Snipe
- Sopwith Tabloid
- Sopwith Triplane
- SPAD S.VII
- Vickers Boxkite
- Vickers FB 'Gun Carrier'
- Vickers FB.5
- Vickers F.B.12
- Vickers F.B.14
- Vickers ES 1
- Vickers FB 19 Mk II
- Voisin III
- Wight Converted Seaplane

## Statki powietrzne
- British Army Dirigible No 1
- Baby
- Beta i Beta II
- Delta
- Gamma i Gamma II
- Epsilon I i Epsilon II
- Eta
- Clement Bayard II Zeta

## Prototypy
- Airco DH.3
- Armstrong-Whitworth F.K.2
- Armstrong Whitworth F.K.10
- Avro 521
- Beatty-Wright Biplanes
- Bristol G.B.7
- Caproni Ca.1
- Caudron G.4
- Caudron R.11
- Dunne D.8
- Grahame-White VII
- Grahame-White VIII
- Grahame-White Pusher Biplane
- Grahame-White School Biplane
- Royal Aircraft Factory B.E.9
- Royal Aircraft Factory F.E.4
- Royal Aircraft Factory F.E.9
- Sopwith Sparrow
- SPAD S.XII
- Vickers F.B. 7
- Vickers Vampire
- Wright Biplanes

## Samoloty zdobyczne
- Albatros D.III
- Fokker D.VII
- Fokker Dr.I
- Friedrichshafen G.III
- Gotha G.V
- Halberstadt CL.II
- Halberstadt D.III
- Hannover CL.II
- Rumpler C.IV